# Marquesado de Castelfuerte
El marquesado de Castelfuerte es un título nobiliario español concedido por Felipe V el 5 de junio de 1711 a José de Armendáriz y Perurena Garrués de Usechi y Urquijo, capitán general de los Reales Ejércitos, virrey del Perú, caballero del Toisón de Oro.

## Masqueses de Castelfuerte
|            | Titular                                                | Periodo             |
| ---------- | ------------------------------------------------------ | ------------------- |
| Creado por |                                                        |                     |
| I          | José de Armendáriz y Perurena Garrúes                  | 1711-1740           |
| II         | Juan Esteban de Armendáriz y Perurena Garrúes          | 1740-1784           |
| III        | Nicolás de Armendáriz y Acedo                          | 1784-               |
| IV         | José María de Magallón y Armendáriz                    |                     |
| VII        | Francisca de Paula de Magallón y Rodríguez de los Ríos |                     |
| VIII       | Joaquín Mariano de Magallón y Armendáriz               |                     |
| IX         | Joaquín María Magallón y Campuzano                     | 1855-1877           |
| X          | José María Magallón y Campuzano                        | 1877-1900           |
| XI         | Margarita Magallón y MacLeod                           | 1900-1929           |
| XII        | José María Sanz Magallón                               | 1929 - 1952         |
| XIII       | José Luis Sanz Magallón Hurtado de Mendoza             | 1952 - 2001         |
| XIV        | Gonzalo Sanz Magallón y Hurtado de Mendoza             | 2001 - 2002         |
| XV         | Gonzalo Sanz Magallón y Rezusta                        | 2002-actual titular |

## Historia de los marqueses de Castelfuerte
- José de Armendáriz y Perurena Garrués, (Ribaforada, Navarra, 1670-Madrid, 16 de abril de 1740) I marqués de Castelfuerte, hijo de Juan de Armendáriz y García de Usechi y María Josefa Perurena y Muguiro, virrey del Perú (1724-1735), inspector general de la caballería y de los dragones de la Corona de Aragón. Gobernador y capitán general de Guipúzcoa (1723), caballero de la Orden de Santiago y, en tal virtud, beneficiado con las encomiendas de Montizón y Chiclana, Sin descendencia. Le sucedió su hermano
- Juan Esteban de Armendáriz y Perurena Garrúes, II marqués de Castelfuerte, Coronel de los Reales Ejércitos, Gentilhombre de Cámara con entrada. Le sucedió su hijo.
- Nicolás de Armendáriz y Acedo, III marqués de Castelfuerte (10 de mayo de 1784) que, aunque casó con María Muñoz de Loaysa, murió sin descendencia.[2] Le sucedió su sobrino:
- José María de Magallón y Armendáriz (Tudela 4 de abril de 1763-Madrid (San Sebastián) 28 de junio de 1845), IV marqués de Castelfuerte, VI Marqués de San Adrián, que recibió la Grandeza de España por Real Despacho de 17 de diciembre de 1802,[3] Merino perpetuo hereditario de Tudela, Caballero de la Orden de Calatrava (1829), Académico de la Real Academia de Bellas Artes de San Fernando, Gentilhombre de Cámara de Su Majestad, Gran Maestro de Ceremonias del rey intruso José Napoleón, lo que le obligó a exiliarse en Francia a la vuelta de Fernando VII.
- Francisca de Paula de Magallón y Rodríguez de los Ríos (Madrid (San Sebastián) 7 de mayo de 1797-Burdeos, 22 de abril de 1824), VII marquesa de Castelfuerte. Casó en Madrid con Joaquín Fernández de Córdoba y Vera de Aragón.
- Joaquín Mariano de Magallón y Armendáriz (Tudela, 10 de septiembre de 1783-19 de febrero de 1864), VIII marqués de Castelfuerte, VII marqués de San Adrián, Grande de España (12 de noviembre de 1848), señor de Monteagudo, Caballero de Calatrava (1807), Teniente de Dragones de Pavía (1807). Casó en Madrid (San Sebastián) el 11 de marzo de 1813 con María del Pilar de Campuzano y Marentes, nacida en Landete, Cuenca, y fallecida el 19 de enero de 1826, hija de  Francisco de Campuzano y Salazar, Caballero de Carlos III, Consejero de Estado, natural de Briviesca, y de Ana María de Marentes y Bebián, condesa de Rechen, natural de Madrid. Le sucedió su hijo
- Joaquín María Magallón y Campuzano, IX marqués de Castelfuerte (27 de agosto de 1855[4]), VIII Marqués de San Adrián, Grande de España (19 de agosto de 1864), Caballero de Calatrava (1864), Senador del Reino (1881-1884). Nació en Burdeos el 2 de enero de 1814 y falleció en Madrid  (San Ginés) el 18 de noviembre de 1895. Casó con su prima hermana  Adriana Magallón y Moreno, hija natural del VI Marqués de San Adrián, fallecida en Madrid (San Sebastián) el 5 de agosto de 1853; no tuvo descendencia. Le sucedió su hermano:
- José María Magallón y Campuzano (Tudela, 23 de abril de 1820-Madrid, 9 de enero de 1901), X marqués de Castelfuerte (19 de noviembre de 1877[5]), IX marqués de San Adrián, Grande de España (1896), Ministro Plenipotenciario y Gentilhombre de Cámara con ejercicio.  Casó el 10 de agosto de 1852 con María Teresa Agripina MacLeod, natural de Edinburgo. Le sucedió su hija:
- Margarita Magallón y MacLeod (Bayona, 30 de diciembre de 1858-5 de febrero de 1928), XI marquesa de Castelfuerte (1900), luego XI marquesa de San Adrián, Grande de España (5 de diciembre de 1917).
- José María Sanz-Magallón (21 de septiembre de 1892-Madrid, 7 de junio de 1966), XII marqués de Castelfuerte (1929), XIII marqués de San Adrián, Grande de España (2 de enero de 1935), IV marqués de Calderón de la Barca, Ingeniero industrial. Casó el 12 de octubre de 1922 con María Magdalena Hurtado de Mendoza Díaz, nacida en Azcoitia el 13 de mayo de 1901 y fallecida en Madrid el 17 de mayo de 1997. Cedió el título a su hijo:
- José Luis Sanz-Magallón Hurtado de Mendoza (1926-2000), XIII marqués de Castelfuerte (27 de julio de 1952),[6] XIV marqués de San Adrián, Grande de España (12 de enero de 1968). Le sucedió su hermano:
- Gonzalo Sanz-Magallón y Hurtado de Mendoza (Las Arenas, Vizcaya, 16 de enero de 1931-Madrid 3 de diciembre de 2009), XIV marqués de Castelfuerte (31 de julio de 2001),[7] V marqués de Calderón de la Barca (15 de junio de 1967), XV marqués de San Adrián, Grande de España. Lo cede a su hijo al año siguiente:
- Gonzalo Sanz-Magallón y Rezusta, XV y actual marqués de Castelfuerte (4 de junio de 2002),[8] doctor en Ciencias Económicas, profesor de Economía aplicada en la Universidad de San Pablo-Ceu, nacido en Madrid el 13 de octubre de 1967. Casado con Anne Delhaize.